# 序二段
序二段（日语：／ Jonidan */?）），是日本大相撲力士等級的第二級，在序之口之上、三段目之下。
與其他等級不同，序二段力士沒有固定人數，視相撲部屋每年加入之新弟子人數而定，通常大約200至250人。由於這些數字，以及與其他較低分區一樣，力士在比賽期間僅進行了7次比賽的事實，通常需要在最後一天進行優勝決定戰才能確定冠軍。
即使在冬天，序二段力士只可穿薄薄的棉質浴衣，不可穿羽織，只可穿木屐。除訓練外，他們經常在所屬相撲部屋內負責許多更平凡的雜務。